# Valentin Vaala
Valentin Vaala, de son vrai nom Valentin Jakovitsh Ivanoff, (né le 13 octobre 1909 à Helsinki, mort le 21 novembre 1976 dans la même ville) est un réalisateur finlandais, dont la carrière s'étend entre 1929 et 1973,.

## Biographie

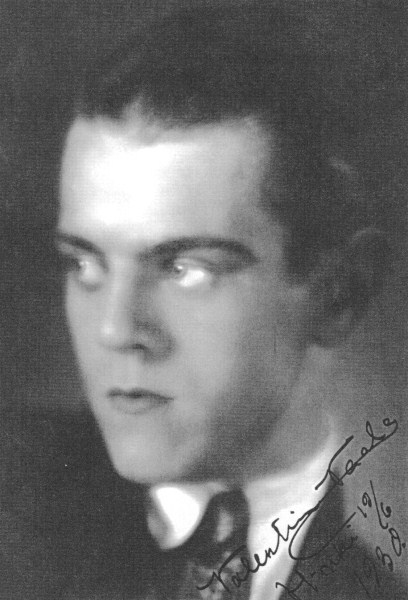
Valentin Vaala en 1930.

Valentin est le fils de Jakov Ivanoff et de Nadeschda Aleksandrovna Jefimoff.
La famille habite d'abord à Katajanokka.
À la naissance de Valentin, plus de la moitié de la population d'Helsinki parlait le finnois, 35% le suédois et 7% le russe.
Par la suite, la famille s'installe pour dix-sept années dans Unioninkatu.
Valentin a fréquenté le lycée d'Alexandre dirigé par l'Église orthodoxe.
En fin de compte, sa carrière d'artiste l'a emporté et il interrompt ses études au lycée russe.
Au milieu des années 1920, Valentin va travailler à l'imprimerie d'Uusi Suomi.
Valentin commence sa carrière cinématographique en tant qu'acteur, puis met en scène son premier long métrage de fiction à l'âge de vingt ans, puis il s'essaye au documentaire, et en 1934 revient au long-métrage. Il se spécialise dans deux genres : le folklore et la comédie. En 1937 il réalise Le Murmure des forêts dans le grand nord (Vibrae kulta).
Pendant la guerre soviéto-finlandaise il réalise L'Épouse de l'Atanela (1942). Il est le réalisateur le plus important de la société de production finlandaise Suomi-Filmi.

## Filmographie
- 1929 : Mustat silmät
- 1929 : Mustalaishurmaaja
- 1931 : Laveata tietä
- 1933 : Sininen varjo

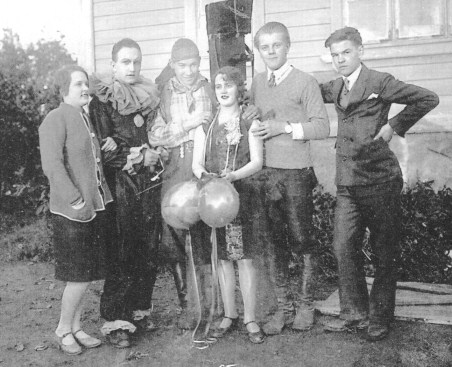
Valentin Vaala (à droite) sur le tournage de Mustat silmät (été 1928).

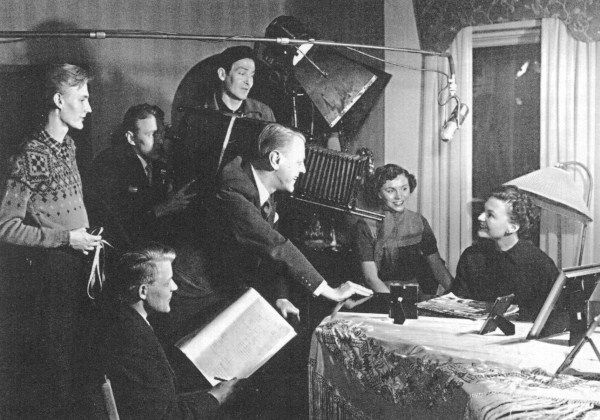
Valentin Vaala pendant le tournage de Huhtikuu tulee en 1953

- 1934 : Helsingin kuuluisin liikemies
- 1935 : Kun isä tahtoo…
- 1935 : Kaikki rakastavat
- 1936 : Vaimoke
- 1936 : Mieheke
- 1937 : Koskenlaskijan morsian
- 1938 : Juurakon Hulda
- 1938 : Niskavuoren naiset
- 1938 : Sysmäläinen
- 1939 : Rikas tyttö
- 1939 : Vihreä kulta
- 1940 : Jumalan myrsky
- 1941 : Antreas ja syntinen Jolanda
- 1941 : Morsian yllättää
- 1942 : Varaventtiili
- 1943 : Keinumorsian
- 1943 : Neiti Tuittupää
- 1943 : Tositarkoituksella
- 1944 : Dynamiittityttö
- 1945 : Linnaisten vihreä kamari
- 1945 : Vuokrasulhanen
- 1946 : Viikon tyttö
- 1946 : Loviisa – Niskavuoren nuori emäntä
- 1947 : Maaret – tunturien tyttö
- 1948 : Ihmiset suviyössä
- 1949 : Jossain on railo
- 1949 : Sinut minä tahdon
- 1951 : Gabriel tule takaisin
- 1952 : Kulkurin tyttö
- 1952 : Omena putoaa…
- 1953 : Huhtikuu tulee
- 1953 : Siltalan pehtoori
- 1954 : Minäkö isä
- 1955 : Minä ja mieheni morsian
- 1956 : Yhteinen vaimomme
- 1957 : Nummisuutarit
- 1958 : Nuori Mylläri
- 1958 : Niskavuoren naiset
- 1961 : Nuoruus vauhdissa
- 1963 : Totuus on armoton